# From Chaos to 1984
From Chaos to 1984 treći je album engleskog punk rock/oi! sastava The 4-Skins. Objavio ga je Secret Records 1984. godine. Snimljen je sredinom 1984. u studiju na Waterloo Road u Londonu, pred izabranim gledateljstvom koje su činili prijatelji. Album je bio oproštajni koncert sastava i završno snimanje sve do djelomična ponovna okupljanja 2007. godine. Sljedeća izdanja bila su objave ranijih snimaka.

## Popis pjesama
Sve skladbe napisali The 4-Skins.
1. "Wonderful World"
2. "Jealousy"
3. "On the Streets"
4. "Johnny Go Home"
5. "1984"
6. "Bread or Blood"
7. "Saturday"
8. "A.C.A.B."
9. "City Boy"
10. "Five More Years"
11. "Evil"
12. "On File"
13. "Clockwork Skinhead"
14. "Chaos"

## Osoblje
- Roi Pearce – vodeći vokal
- Hoxton Tom McCourt – bas gitara
- Ian Bransom – bubnjevi
- Paul Swain – gitara